# Chrysopa adonis
Chrysopa adonis är en insektsart som beskrevs av Banks 1937. Chrysopa adonis ingår i släktet Chrysopa och familjen guldögonsländor. Inga underarter finns listade i Catalogue of Life.